# Kraljeva ograda (arheološki lokalitet)
Kraljeva ograda je arheološki lokalitet na području Grada Trogira.

## Opis
Nastajala u razdoblju od 2000. pr. Kr. do 1300. pr. Kr. Arheološki lokalitet Kraljeva ograda prostire se na padinama brda Bovan na ulazu u Labinsku dragu koja predstavlja prirodni komunikacijski pravac između obale i zaleđa. Brončanodobno naselje se prostire padinom brda u smjeru jugozapad-sjeveroistok. Riječ je o arheološkom sklopu kojeg sačinjavaju ostaci ogradnih zidova, podzida i terasa. Manjim probnim arheološkim istraživanjem 2014. godine na lokalitetu je utvrđen brončanodobni naseobinski kulturni sloj. Prema pokretnim arheološkim nalazima lokalitet se može datirati u rano i srednje brončano doba. Riječ je o jedinstvenom prapovijesnom nalazištu koje uz gradinu Biranj na Kozjaku predstavlja najranije brončanodobne naseobine na priobalnom području Kaštela i Trogira.

## Zaštita
Pod oznakom P-5671 zavedena je kao nepokretno kulturno dobro - pojedinačno, pravna statusa preventivno zaštićena kulturnog dobra, klasificirano kao "arheološka baština".